# Поройков, Юрий Дмитриевич
Юрий Дмитриевич Поройков (23 февраля 1935 год, рп Баймак Баймакского района БАССР, ныне г. Баймак — 24 января 2022 года, Москва) — советский и российский журналист, писатель и поэт, автор многих рассказов, повестей, романов и поэтических сборников. Первый заместитель генерального директора ИТАР-ТАСС. Лауреат Бунинской премии. Кандидат философских наук (1980). Заслуженный работник культуры РСФСР (1985) и Республики Башкортостан (1995). Депутат Верховного Совета БАССР 7-го созыва.

## Биография
Окончил Башкирский государственный педагогический институт имени К. А. Тимирязева (ныне Уфимский университет науки и технологий). Работал учителем сельской школы, в 1963-78 годах — комсомольский работник, с 1972 года по 1979 — главный редактор журнала «Молодой коммунист», в 1980-91 годах — заместитель главного редактора «Литературной газеты». В 1990-е годы занимал должность первого заместителя генерального директора ТАСС.
Кандидат философских наук (1980). Заслуженный работник культуры РСФСР (1985) и Республики Башкортостан (1995). Депутат Верховного Совета БАССР 7-го созыва.
Композитор Сергей Зубковский написал две песни на стихи Юрия Поройкова: «Когда-нибудь» и «Я тебя не забыл».
В 1986 году фирма «Мелодия» выпустила пластинку с песнями на стихи Юрия Поройкова, написанные ленинградскими композиторами Евгением Ростовским и Александром Третьяковым.
Скончался в Москве 24 января 2022 года.

## Дискография
- 1986 — «Заповедная страна» («Песни на стихи Юрия Поройкова») — винил[5][6]

## Избранные песни
- «Берега» (музыка Александра Третьякова), исполняет Павел Смеян
- «Воспоминание» (музыка Евгения Ростовского), исполняет Михаил Боярский[6][8]
- «Заповедная страна» (музыка Александра Третьякова), исполняет Екатерина Семёнова
- «Когда-нибудь» (музыка Сергея Зубковского), исполняют Лариса Ульянова; Руслан Шуралёв
- «Когда-нибудь» (музыка Евгения Ростовского), исполняет Павел Смеян
- «Нагадали» (музыка Александра Третьякова), исполняет Ольга Зарубина
- «Остановись!» (музыка Александра Третьякова), исполняет Алексей Глызин
- «Моя планета» (музыка Евгения Ростовского), исполняет Лариса Долина
- «Помолчим» (музыка Александра Третьякова), лауреат теле-фестиваля Песня-83, исполняет Эдита Пьеха
- «Я тебя не забыл» (музыка Сергея Зубковского), исполняет Игорь Лебедев

## Награды
- Орден «Знак Почёта».
- Заслуженный работник культуры РСФСР (5 июня 1985) — за заслуги в области советской печати и многолетнюю плодотворную работу[9].
- Заслуженный работник культуры Республики Башкортостан (1995).
- Благодарность Президента Российской Федерации (25 июля 1996) — за активное участие в организации и проведении выборной кампании Президента Российской Федерации в 1996 году[10].
- Почётная грамота Правительства Российской Федерации (26 августа 1997) — за заслуги перед государством и многолетний добросовестный труд